# Nesticella kerzhneri
Nesticella kerzhneri is een spinnensoort in de taxonomische indeling van de holenspinnen (Nesticidae).
Het dier behoort tot het geslacht Nesticella. De wetenschappelijke naam van de soort werd voor het eerst geldig gepubliceerd in 1987 door Yuri M. Marusik.